# AFM Records
AFM Records és una discogràfica alemanya amb seu a la ciutat Schwalmstadt. AFM Records està centrada en grups de heavy metal com U.D.O., Doro, Kotipelto, Masterplan, Nostradameus, i Annihilator. L'any 2005, la discogràfica Candlelight Records va signar un tracte amb AFM per editar alguns discos conjuntament.